# Turbo cernicus
Turbo cernicus is een slakkensoort uit de familie van de Turbinidae. De wetenschappelijke naam van de soort is voor het eerst geldig gepubliceerd in 1896 door G.B. Sowerby III.